# Rocca dei Corvi - Mao - Mortou
Rocca dei Corvi - Mao - Mortou è un sito di interesse comunitario della Regione Liguria, nell'ambito della Direttiva n. 92/43/CEE (direttiva Habitat), designato inoltre come zona speciale di conservazione. Comprende un'area di 1.613 ettari nel territorio dei comuni di Bergeggi, Spotorno, Quiliano e Vado Ligure, in provincia di Savona.

## Territorio
Il SIC comprende l'area circostante agli omonimi rilievi prealpini di Rocca dei Corvi, Monte Mao e del Monte Mortou. L'area presenta spartiacque con modesti rilievi (M. Mao, Rocca dei Corvi, eccetera), versanti e fondivalle con brevi torrenti; il paesaggio è dominato da boschi cui sono frammisti aree erbose e coltivi. Affiorano le dolomie di San Pietro dei Monti, i porfiroidi del Melogno, filladi, micascisti e scisti quarzosi.
| Codice del tipo di habitat | Nome del tipo di habitat | Area (in ettari) |
| -------------------------- | --- | ---------------- |
| 4030                       | Lande secche europee | 48,39            |
| 6110                       | Formazioni erbose rupicole calcicole o basofile dell'Alysso-Sedion albi                                                                         | 16,13            |
| 6210                       | Formazioni erbose secche seminaturali e facies coperte da cespugli su substrato calcareo (Festuco-Brometalia) (*stupenda fioritura di orchidee) | 80,65            |
| 6220                       | Percorsi substeppici di graminacee e piante annue dei Thero-Brachypodietea                                                                      | 16,13            |
| 6430                       | Comunità idrofile di margine ad alte erbe della pianura e delle fasce da montana ad alpina                                                      | 16,13            |
| 8210                       | Pareti rocciose calcaree con vegetazione casmofitica                                                                                            | 16,13            |
| 8220                       | Pareti rocciose silicee con vegetazione casmofitica                                                                                             | 16,13            |
| 8310                       | Grotte non ancora sfruttate a livello turistico                                                                                                 | 0,02             |
| 9110                       | Faggeti del Luzulo-Fagetum | 64,52            |
| 91E0                       | Foreste alluvionali di Alnus glutinosa e Fraxinus excelsior (Alno-Padion, Alnion incanae, Salicion albae)                                       | 16,13            |
| 9260                       | Boschi di Castanea sativa | 322,6            |
| 9330                       | Foreste di Quercus suber | 32,26            |
| 9340                       | Foreste di Quercus ilex e Quercus rotundifolia                                                                                                  | 161,3            |
| 9540                       | Pinete mediterranee di pini mesogeni endemici                                                                                                   | 48,39            |
| 91AA                       | Boschi orientali di quercia bianca | 483,9            |

## Flora e fauna
Il sito ha notevole importanza per varietà di habitat, alcuni dei quali rappresentano esempi in buono stato di conservazione, rari a livello regionale, e per diverse specie endemiche o rare come la campanula di Savona e il pelodite punteggiato.

### Flora e vegetazione
Il sito è importante per i contrasti floristici e vegetazionali legati alle differenze dei substrati geologici (tra i quali appaiono fortemente condizionanti i calcari dolomitici) e delle esposizioni che permettono a breve distanza dal mare e a quote basse la presenza di frammenti di lande a calluna e di faggeta.
Il sito è caratterizzato da una grande varietà di habitat. La notevole variabilità nel substrato e nell'esposizione favorisce i contrasti vegetazionali: si trovano formazioni a macchia mediterranea e di sughereta. Le praterie xerofile, localmente ricche di orchidee e i residui di foreste riparie sono tra gli habitat d'interesse prioritario.
Specie di elevato rilievo del sito sono la campanula di Savona (Campanula sabatia), prioritaria ai fini della direttiva Habitat, il convolvolo di Savona (Convolvulus sabatius) a rischio di estinzione allo stato spontaneo, e il fiordaliso ovoide (Rhaponticum coniferum).

### Fauna
Il sito ospita il pelodite punteggiato (Pelodytes punctatus), rarissimo anfibio proposto come specie prioritaria per le popolazioni italiane. Si segnalano inoltre, oltre cinquanta specie di uccelli, il geotritone di Strinati (Speleomantes strinatii) alcuni chirotteri, come il ferro di cavallo euriale (Rhinolophus euryale), e, tra gli invertebrati, varie specie endemiche, come il cerambice della quercia (Cerambyx cerdo).

#### Avifauna
Il sito d'interesse comunitario ospita ben 55 specie di uccelli, ovvero:
- lo sparviere (Accipiter nisus),
- il codibugnolo (Aegithalos caudatus),
- l'allodola (Alauda arvensis),
- il rondone (Apus apus),
- la civetta (Athene noctua),
- la poiana comune (Buteo buteo),
- il succiacapre (Caprimulgus europaeus),
- il fanello (Linaria cannabina),
- il cardellino (Carduelis carduelis),
- il lucherino (Spinus spinus),
- il rampichino comune (Certhia brachydactyla),
- la cicogna bianca (Ciconia ciconia),
- il biancone (Circaetus gallicus),
- il colombaccio (Columba palumbus),
- il cuculo (Cuculus canorus),
- il picchio rosso maggiore (Dendrocopos major),
- lo strillozzo (Emberiza calandra),
- lo zigolo muciatto (Emberiza cia),
- lo zigolo nero (Emberiza cirlus),
- il pettirosso (Erithacus rubecula),
- il fringuello (Fringilla coelebs),
- la peppola (Fringilla montifringilla),
- la ghiandaia (Garrulus glandarius),
- la rondine comune (Hirundo rustica),
- il torcicollo (Jynx torquilla),
- l'averla piccola (Lanius collurio),
- l'usignolo comune (Luscinia megarhynchos),
- la ballerina bianca (Motacilla alba),
- Ballerina gialla (Motacilla cinerea),
- la cincia mora (Periparus ater),
- la cinciarella (Parus caeruleus),
- la cinciallegra (Parus major),
- il pecchiaiolo occidentale (Pernis apivorus),
- il codirosso spazzacamino (Phoenicurus ochruros),
- il codirosso (Phoenicurus phoenicurus),
- il luì piccolo (Phylloscopus collybita),
- il picchio verde (Picus viridis),
- la passera scopaiola (Prunella modularis),
- il ciuffolotto (Pyrrhula pyrrhula),
- il fiorrancino (Regulus ignicapilla),
- la beccaccia (Scolopax rusticola),
- il verzellino (Serinus serinus),
- il picchio muratore (Sitta europaea),
- la tortora selvatica (Streptopelia turtur),
- l'allocco comune (Strix aluco),
- lo storno comune (Sturnus vulgaris),
- la capinera (Sylvia atricapilla),
- l'occhiocotto (Curruca melanocephala),
- lo scricciolo comune (Troglodytes troglodytes),
- il tordo sassello (Turdus iliacus),
- il merlo (Turdus merula),
- il tordo bottaccio (Turdus philomelos),
- la cesena (Turdus pilaris),
- la tordela (Turdus viscivorus),
- l'upupa comune (Upupa epops).